# Maxillaria elegantula
Maxillaria elegantula är en orkidéart som beskrevs av Robert Allen Rolfe. Maxillaria elegantula ingår i släktet Maxillaria och familjen orkidéer. Inga underarter finns listade i Catalogue of Life.